# Newton (football)
Pour les articles homonymes, voir Newton.
Newton Santos de Oliveira (arabe : نيوتن سانتوس دي أوليفيرا), plus connu sous le nom de Newton, né le 24 juillet 1976 à Rio de Janeiro au Brésil, est un joueur de football international libanais d'origine brésilienne, qui évoluait au poste d'attaquant.

## Biographie

### Carrière en club
Newton de Oliveira  joue au Brésil, au Liban, et en Malaisie.

### Carrière en sélection
Newton de Oliveira joue cinq matchs en équipe du Liban, sans inscrire de but, entre 2000 et 2001.
Il participe avec l'équipe du Liban à la Coupe d'Asie des nations 2000 organisée dans son pays d'adoption. Lors de cette compétition, il ne joue qu'un seul match, contre la Thaïlande.

## Palmarès
Al Ansar
- Championnat du Liban :
  - Vice-champion : 1999-00.